# Porsche-Diesel AP 22
Vous pouvez aider à l'améliorer ou bien discuter des problèmes sur sa page de discussion.
- Il ne cite pas suffisamment ses sources. Vous pouvez indiquer les passages à sourcer avec {{référence nécessaire}} ou {{Référence souhaitée}}, et inclure les références utiles en les liant aux notes de bas de page. (Marqué depuis juin 2025)
- Il n’est pas rédigé dans un style encyclopédique. (Marqué depuis juin 2025)
- Il est orphelin : moins de trois articles lui sont liés. Aidez à ajouter des liens en plaçant le code [[Porsche-Diesel AP 22]] dans les articles relatifs au sujet. (Marqué depuis juin 2025)

- Archive Wikiwix
- Bing
- Cairn
- DuckDuckGo
- E. Universalis
- Gallica
- Google
- G. Books
- G. News
- G. Scholar
- Persée
- Qwant
- (zh) Baidu
- (ru) Yandex
- (wd) trouver des œuvres sur Wikidata

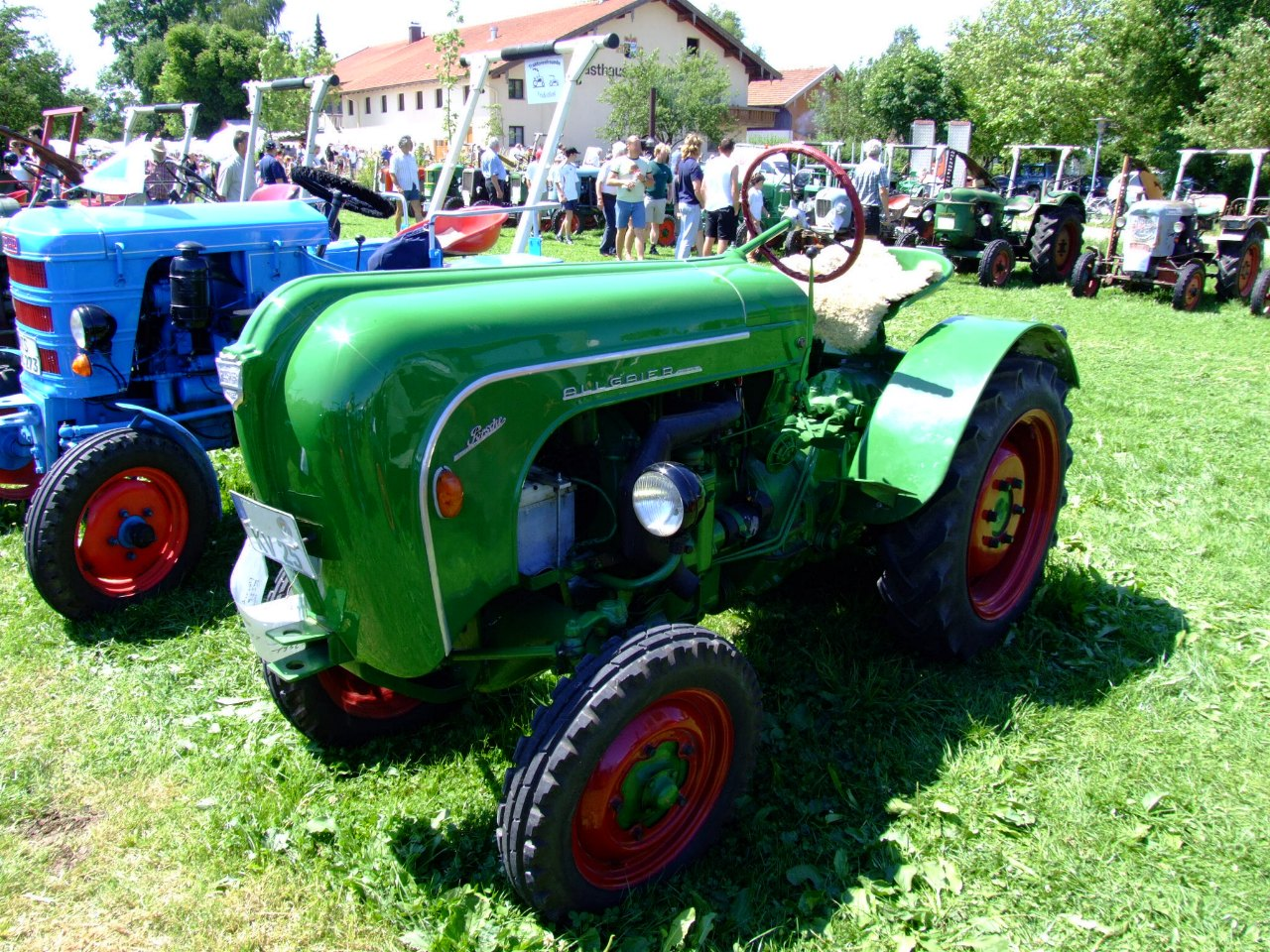
Porsche-Diesel AP 22

Le Porsche-Diesel AP 22 est un tracteur fabriqué par Porsche-Diesel Motorenbau GmbH, basée à Friedrichshafen sur le lac de Constance et qui a repris la production de tracteurs d'Allgaier Werke.

## Description
À l’automne 1952, le modèle AP 22 apparaît, où AP signifie « Allgaier-Porsche », qui est une version avec la même conception que le tracteur populaire AP 17 mais avec 22 ch au lieu de 17 ch. Le moteur Diesel deux cylindres de 1 531 cm3 refroidi par air, délivre 22 ch à 2 000 tr/min. Pour l’exposition DLG à Francfort-sur-le-Main, Allgaier a modifié la forme du capot moteur, désormais lisse et rond, afin d’adapter le modèle au reste de la gamme. Le tracteur diesel de 1 320 kg, équipé de deux prises de force, fonctionne avec une boîte de vitesses à cinq rapports avec un rapport rampant supplémentaire, qui transfère la puissance du moteur aux roues arrière et permet une vitesse de pointe de 20 km/h. Le coupleur hydraulique Voith permet un démarrage en douceur dans n’importe quelle vitesse et contribue à protéger la machine. Le moteur diesel à chambre de turbulence était équipé d’un système de lubrification sous pression utilisant un engrenage, d’un régulateur à boules réglable manuellement, d’un diffuseur d’huile, d’un filtre à air à bain d’huile, d’un système d’injection Bosch, d’un thermomètre à distance et d’un ventilateur de refroidissement radial. L’essieu avant était soit un essieu oscillant portique, qui permettait un réglage de voie dans quatre directions, soit un essieu avant à ressort, tandis que l’essieu arrière rigide était un essieu portique. Cela signifiait que la charge maximale par essieu du tracteur Porsche-Diesel AP 22 était de 330 kg à l’avant et de 670 kg à l’arrière.